# Administración de Miguel Ángel Rodríguez
La Administración de Miguel Ángel Rodríguez Echeverría fue la administración constitucional ejercida en la República de Costa Rica entre el 1 de mayo de 1998 y el 30 de abril de 2002.

## Presidencia
Durante su gobierno se realizaron varios programas asistenciales para familias en riesgo social del llamado «Triángulo de la solidaridad» que abarcaba barrios urbano-marginales y hogares de escasos recursos. Durante su gobierno la economía subió en un 6%.
Creó el Ministerio para la Condición de la Mujer y promovió la Ley de Paternidad Responsable para garantizar el derecho de los niños nacidos fuera de matrimonio a contar con el apellido y respaldo de su padre [cita requerida]. Asimismo, promovió la Ley de Protección al Trabajador N° 7983 que creó las cuentas de capitalización laboral individual para cada trabajador costarricense, con rendimientos de mercado, generando un gran aumento de operaciones en los bancos y en las operadoras de pensiones que se crearon [cita requerida].
En política económica fue partidario de la privatización, no sólo bancaria ya iniciada en la administración Figueres, sino en seguros, sector eléctrico, telecomunicaciones y parques nacionales, argumentando que la gestión privada era más eficiente y reduciría los gastos del Estado reduciendo la deuda interna. No obstante estos proyectos de apertura fueron refrenados por la oposición popular.
Debió enfrentar el paso del Huracán Mitch y sus efectos devastadores sobre la agricultura costera y los damnificados, si bien el impacto en Costa Rica fue menor que en otros países de la región.
En política exterior mantuvo la tónica de administraciones anteriores en cuanto a libre comercio, buenas relaciones con Estados Unidos, firma de nuevos tratados comerciales como el suscrito con Chile y Canadá. Durante su presidencia se dio el golpe de Estado al presidente Hugo Chávez de Venezuela, que fue condenado por la Cancillería costarricense. Por otro lado, Rodríguez no asistió a la IX Cumbre Iberoamericana en La Habana en protesta por el trato del gobierno cubano a los disidentes.

## Controversias

### Reunión con Carlos Hank
En 1997 Miguel Ángel Rodríguez, Rafael Ángel Calderón Fournier, Rolando Laclé Castro y sus respectivas esposas se reunieron en Toluca, México, en la mansión del  político mexicano del Partido Revolucionario Institucional Carlos Hank González. Al salir el tema a la luz fue un escándalo que fue azuzado por el Partido Liberación Nacional. Rodríguez admitió que fue un error reunirse con Hank.

### Caso Alcatel
De acuerdo con afirmaciones de la prensa costarricense, Rodríguez habría recibido presuntamente más de US $ 800 mil en pagos de Alcatel, una firma francesa fabricante de equipos de telecomunicación, a cambio de su ayuda para obtener un contrato para la misma en 2001, cuando Rodríguez era presidente. El Ministerio Público presentó una acusación formal contra Rodríguez Echeverría, quien habría recibido según el Ministerio, pagos provenientes de Christian Sapsizian, un ciudadano francés y anteriormente ejecutivo de Alcatel. Sapsizian, detenido en EE. UU., negoció con las autoridades judiciales de ese país. Como resultado, el antiguo ejecutivo de Alcatel fue condenado a 30 meses de prisión, tres años de liberación condicional y a una multa de US $261,500. Como parte del arreglo, Sapsizian admitió su participación en el esquema de corrupción que condujo al presunto pago de soborno a Rodríguez y otros funcionarios del Instituto Costarricense de Electricidad. Además de Rodríguez, Edgar Valverde, expresidente de Alcatel Costa Rica ha sido juzgado por los mismos hechos, junto con siete otras personas. 
En 2010 Alcatel-Lucent acordó pagar a los EE. UU. US $ 137.4 millones para evitar un juicio en los EE.UU. a causa de los sobornos pagados en varios países, incluyendo Kenia, Taiwán y Costa Rica En un arreglo separado con el gobierno de Costa Rica, Alcatel también acordó pagar una multa de $ US 10 millones. El acuerdo con la Procuraduría General de la República, representante legal del estado costarricense, está destinado a compensar el daño social causado por el esquema de corrupción denunciado. Originalmente, la Procuraduría solicitaba a Alcatel US $ 60 millones. Según se informa, la Procuraduría pretende una compensación igualmente de otras personas acusadas.
En 2011, Miguel Ángel Rodríguez fue condenado a una pena de cinco años de prisión por instigar para que se dieran dádivas con el fin de otorgar un contrato de telefonía celular en favor de la empresa francesa Alcatel. En diciembre de 2012, un Tribunal de Apelación anuló esta sentencia y en noviembre de 2014, la Sala Tercera de la Corte Suprema de Justicia de Costa Rica ordenó a Apelación revisar el caso y dar una nueva resolución. En una segunda sentencia, Rodríguez fue absuelto, pero la Fiscalía apeló el 3 de febrero de 2016 la decisión del Tribunal de Apelación.
Después de 12 años de proceso, Miguel Ángel Rodríguez Echeverría fue absuelto de toda responsabilidad en este caso el 19 de agosto de 2016.

### Pagos de Taiwán
Diversos medios tanto de Costa Rica como internacionales dieron cuenta de supuestos pagos recibidos del gobierno de Taiwán durante su gestión. Según se alego, Rodríguez, habría recibido dos pagos de medio millón de dólares de Friendship Company, una compañía con estrechos vínculos con Taiwán. Según la prensa, Rodríguez habría recibido US $1.4 millones del gobierno de Taiwán. Estas sumas fueron depositadas en Panamá en una cuenta controlada por la firma Inversiones Denisse S.A. Sus abogados sostienen que Rodríguez ya no era dueño de Inversiones Denisse cuando ocurrieron los pagos.

### Contribuciones ilegales de compañías de reaseguro
Rodríguez Echeverría ha sido involucrado por la prensa escrita costarricense en un escándalo de corrupción, ligado con el pago de presuntas primas excesivas por una póliza de reaseguro contratada por el Instituto Costarricense de Electricidad (ICE). De acuerdo con los informes de la prensa, el sobreprecio pagado (US $ 1,6 millones) habría sido utilizado para constituir un fondo discrecional en el Instituto Nacional de Seguros (INS). El presidente ejecutivo del ICE en el momento en que se pagó el sobreprecio era Rafael Sequeira, consuegro de Rodríguez Echeverría.
De acuerdo con la prensa, las dos compañías reaseguradoras, PWS, de Londres y Guy Carpentier Reinmex que obtuvieron los contratos giraron entre ambas al menos US $ 200 mil a la compañía Inversiones Denisse, domiciliada en Panamá y propiedad de Rodríguez Echeverría.
En noviembre del 2009 la Fiscalía acusó al expresidente Miguel Ángel Rodríguez Echeverría (1998-2002) y al exjerarca del INS durante ese mandato, Cristóbal Zawadzki, porque, sospecha, habrían recibido pagos ilegales con fondos públicos de parte de PWS. Según la Fiscalía, Rodríguez, Zawadzki y Álvaro Acuña Prado, exjefe de reaseguros del INS y también incluido en la acusación, habrían creado una estrategia para sustraer fondos públicos. De acuerdo con los fiscales ticos, Rodríguez habría recibido $706.000 de PWS por medio de la sociedad panameña Inversiones Denisse S. A., vinculada al exmandatario.
El 23 de octubre de 2010, la prensa costarricense reveló que Julian Messent, un alto funcionario a cargo de las operaciones en América Latina de la firma de reaseguros PWS aceptó ante un tribunal de Londres haber sobornado a funcionarios costarricenses, con el fin de obtener el contrato de reaseguro de la póliza del ICE (denominada póliza U-500). Messent afirmó que giró el dinero en 41 cuotas, entre 1999 y el 2002, para conservar los contratos de reaseguro de la póliza U-500, la cual cubre todos los bienes del Instituto Costarricense de Electricidad (ICE). Las informaciones no identifican a los tres funcionarios ticos a quien Messent dice que pagó sobornos. El inglés dijo que se trató de personas que “se encontraban en una posición ideal” para decidir cuál reaseguradora seguiría a cargo de la póliza del ICE.